# Kopfbinden-Panzerwels
Der Kopfbinden-Panzerwels  (Hoplisoma melini, Synonym: Corydoras melini) ist eine Fischart aus der Familie der Panzer- und Schwielenwelse (Callichthyidae), die in Kolumbien im Stromgebiet des Río Meta und in Brasilien im oberen Stromgebiet des Rio Negro, z. B. im Río Vaupés und Río Papuri vorkommt. Die Art wurde nach D. Melin, dem Fänger der Typusexemplare benannt.

## Merkmale
Der Kopfbinden-Panzerwels erreicht eine Körperlänge von 5 bis 6 cm, ist relativ hochrückig und seitlich stark abgeflacht. Er ist von gelb-brauner bis rötlich-weißer Grundfärbung mit einer helleren Bauchseite. Eine breite schwarze oder blauschwarze Binde verläuft von den ersten Rückenflossenstrahlen über die Rückenflossenbasis, schräg nach unten zum unteren Bereich des Schwanzstiels und endet in den unteren Schwanzflossenstrahlen. Ein weiteres schwarzes Band erstreckt sich vom Hinterkopf bis unter die Augen. Die Flossen sind transparent und schimmern gelblich. 
Vom recht ähnlichen, teilweise im gleichen Gebiet vorkommenden Meta-Panzerwels (Hoplisoma metae) unterscheidet sich der Kopfbinden-Panzerwels durch die Lage des schwarzen Bandes und die größere Anzahl von Knochenschilden an den Körperseiten.
- Flossenformel: Dorsale i/7, Anale 7, Pectorale i/9, Ventrale i/9.